# Boryana Kaleyn
Boryana Nikolaeva Kaleyn, née le 23 août 2000 à Sofia, est une gymnaste rythmique bulgare.

## Carrière
Boryana débute la gymnastique rythmique à 6 ans dans le club Levski-Triaditza à Sofia en Bulgarie.
En 2013, elle se brise malheureusement la jambe gauche lors de la performance au ballon pendant le championnat du monde junior puis en la jambe droite en 2014 et enfin la gauche en 2016.
Aux Jeux olympiques d'été de 2024, elle remporte la médaille d'argent au concours général individuel.

## Palmarès

### Jeux olympiques
- Paris 2024
  -  Médaille d'argent au concours général individuel.

### Championnats du monde
- Birmingham 2022
  - Médaille d'or au cerceau

- Sofia 2018
  -  Médaille d'argent par équipe.

### Championnats d'Europe
- Bakou 2023
  -  Médaille d'or au concours général individuel.
  -  Médaille d'or par équipe.
  -  Médaille d'argent aux massues.
  -  Médaille de bronze au cerceau.

- Tel Aviv 2022
  -  Médaille d'or par équipe.
  -  Médaille d'or au ballon.
  -  Médaille d'or au ruban.
  -  Médaille d'argent au concours général individuel.
  -  Médaille de bronze au cerceau.

- Varna 2021
  -  Médaille d'argent au concours général individuel.

- Bakou 2019
  -  Médaille de bronze par équipe.
  -  Médaille de bronze au ballon.
  -  Médaille de bronze au ruban.

### Championnats d'Europe juniors
- Bakou 2014
  -  Médaille de bronze au ballon.